# Identidade Galega
A Identidade Galega (IDEGA) defne-se como um partido galego do centro, e declara-se herdeiro da Dereita Galeguista de Vicente Risco e Filgueira Valverde.
Legalizou-se em 19 de outubro de 2004 e em 4 de novembro celebrou a sua Primeira Assembleia Geral. Conta com cerca de 50 militantes. O seu programa reflecte uma política étnica, contrária à imigração, com posturas próximas do racismo.
Nas eleições autónomas de 2005 apresentou-se à Província da Corunha com  Manoel Ambite como candidato a Presidente da Junta, obtendo 376 votos.